# Corbère-les-Cabanes
Corbère-les-Cabanes település Franciaországban, Pyrénées-Orientales megyében. Lakosainak száma 1155 fő (2022. január 1.). Corbère-les-Cabanes Millas, Camélas és Corbère községekkel határos.

## Földrajz

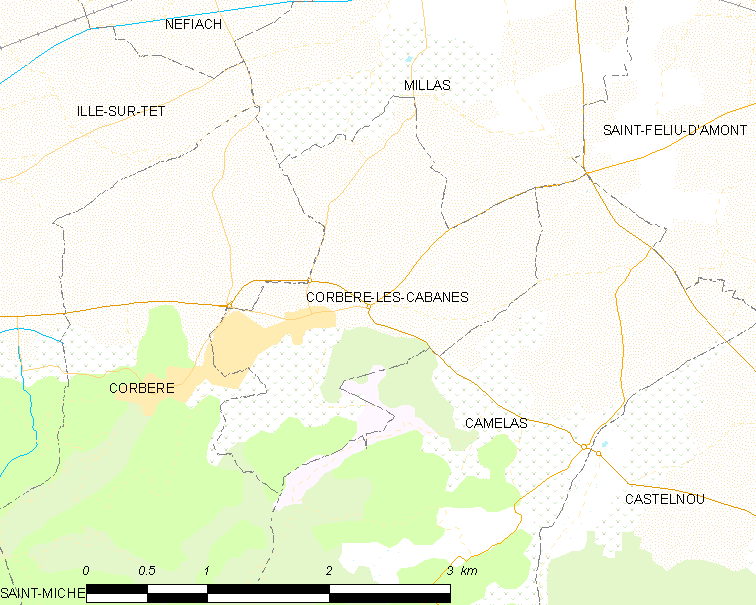
Corbère-les-Cabanes és környéke

## Népesség
A település népességének változása:
| Lakosok száma | 1149 | 1125 | 1112 | 1070 | 1056 | 1048 | 1040 | 1098 | 1155 |
|               | 2013 | 2015 | 2016 | 2017 | 2018 | 2019 | 2020 | 2021 | 2022 |